# CSS Jackson (1849)
El CSS Jackson, un remolcador fluvial rápido construido en Cincinnati en 1849, llamado Yankee, fue comprado en Nueva Orleans, Luisiana, el 9 de mayo de 1861 por el Capitán L. Rousseau, CSN, reforzado y equipado para el servicio en la Marina Confederada. El 6 de junio, se ordenó al teniente W. Gwathmey, CSN, que tomara su mando y, después de enviar una tripulación, la llevó por el Misisipi hasta Columbus, Ky., para unirse al escuadrón al mando del capitán G. N. Hollins encargado de la defensa del río.
El 4 de septiembre de 1861, el Jackson, apoyado por baterías costeras, se enfrentó breve e inconclusamente a las cañoneras Lexington y Tyler frente a Hickman, Kentucky. Los barcos federales que encontraron la corriente rápidamente los depositaron sobre las baterías confederadas y regresaron a su posición anterior. Seis días después, la pequeña cañonera participó en un enérgico enfrentamiento en Lucas Bend, Mo., entre la artillería y la caballería confederadas y las cañoneras Lexington y Conestoga de la Unión, durante la cual recibió un proyectil de 8 pulgadas en la caseta del timón, en un motor y en el costado que la obligó a retirarse.
El Jackson navegó con el escuadrón de Hollins para atacar a cinco de los bloqueadores federales en Head of the Passes, río Misisipi, el 12 de octubre de 1861. Derrotaron con éxito a las fuerzas de la Unión y procedieron a la defensa de Forts Jackson y St. Philip, que la Flotilla de buques morteros Estados Unidos al mando del comandante, David D. Porter bombardeó del 18 al 24 de abril de 1862. El 23 de abril, el Jackson fue enviado para hacer que los canales sobre el fuerte fueran inaccesibles para los barcos de la Unión.
Cuando al oficial al mando, el teniente F. B. Renshaw, CSN, le resultó imposible detener el avance federal, se retiró a Nueva Orleans. Después de la rendición de esa ciudad, el Jackson fue destruida por los confederados.